# Feminiseringen av kostymen
Feminiseringen av kostymen syftar på den historiska utvecklingen där kostymklädseln till en början endast var en vardagsklädsel avsedd för män och sedan övergick till att bli en klädsel för en stor andel kvinnor runtom i världen. Kostym har varit en allmän vardagsklädsel för män sedan 1800-talet och började sedan att förekomma i kvinnomodet under 1900-talet. Från den moderna kostymens skapande fram till 1900-talet har utbudet av kostymer för kvinnor varit minimalt eller ofta icke existerande.

## Bakgrund
Kostym kommer av franska costume, av italienska costume ’dräkt’, ’klädnad’, ’kostym’, ytterst av latin consuetuʹdo ’vana’, ’sed’. Den traditionella kostymklädselns består av långbyxor, kavaj och vid vissa tillfällen en väst som bärs utanpå kavajen, ofta är västen i samma material samt färg som kavajen.

### 1700-talet
Den moderna kostymen har spår från 1700-talet, i samband med den franska revolutionen (1789–1799). Tidigare hade herrmodet främst inspirerats av det kungliga hovet. Engelsmannen och dandyn Beau Brummell (1778–1840) är känd som "den moderna kostymens fader". Brummell förenklade den tidigare kostymklädseln som de högsta samhällsklasserna klädde sig i, och Brummells nya kostymklädsel bestod av en tvådelad dräkt med byxor och skjorta. Till Brummells kostym brukade männen bära läderstövlar, till skillnad från de tidigare klackskorna. Den nya kostymklädseln försvårade att tydligt kunna se vilken samhällsklass en man tillhörde. Den nya kostymen ansågs dessutom vara behaglig att bära samt enklare att ta på sig.

### 1800-talet

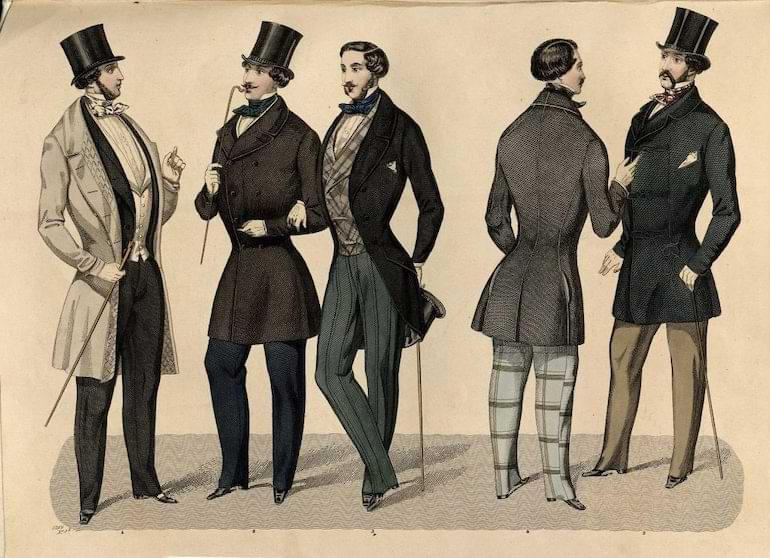
Illustration av fem herrar klädda i kostym, Stockholms modejournal, 1851.

Under 1800-talet förändrades kostymklädseln inom herrmodet. Kostymklädseln fick under denna tidsperiod ett tillägg i form av en lång överrock som gick ner till knäna, överrocken var i ett tunnare material än kostymen. Likt övriga klädesplagg under 1800-talet bestod kostymen av flera lager, herrarna bar innerst en skjorta. Det andra lagret bestod av en underrock som täcktes med överrocken, och det yttersta lagret bestående av överrocken. Överrocken knäpptes antingen lite lättare med endast några få knappar eller inga alls, eller så knäpptes överrocken med alla knappar vid formella tillfällen. Även en ny typ av kostym tillkom under 1800-talet, en lättsam kavaj i kortare version som gick ned till midjan. Att kläderna skulle vara funktionella är något karaktäristiskt för 1800-talet. Tidigare var det idealiskt att över- och underdelen av kostymen skulle vara i samma färg, material och mönster, under sena 1800-talet blev det däremot vanligt för män att bära över- och underdelar med färger, material och mönster som inte var av samma typ.
Under 1800-talet var kostym för kvinnor ännu inte socialt acceptabelt, men det fanns ett fåtal kvinnor som bar kostym. 1870 bar den franska skådespelerskan Sarah Bernhardt (1844–1923) kostym i offentligheten. Vid denna tid ansågs Bernhardts klädval som skandalöst.

## Historia

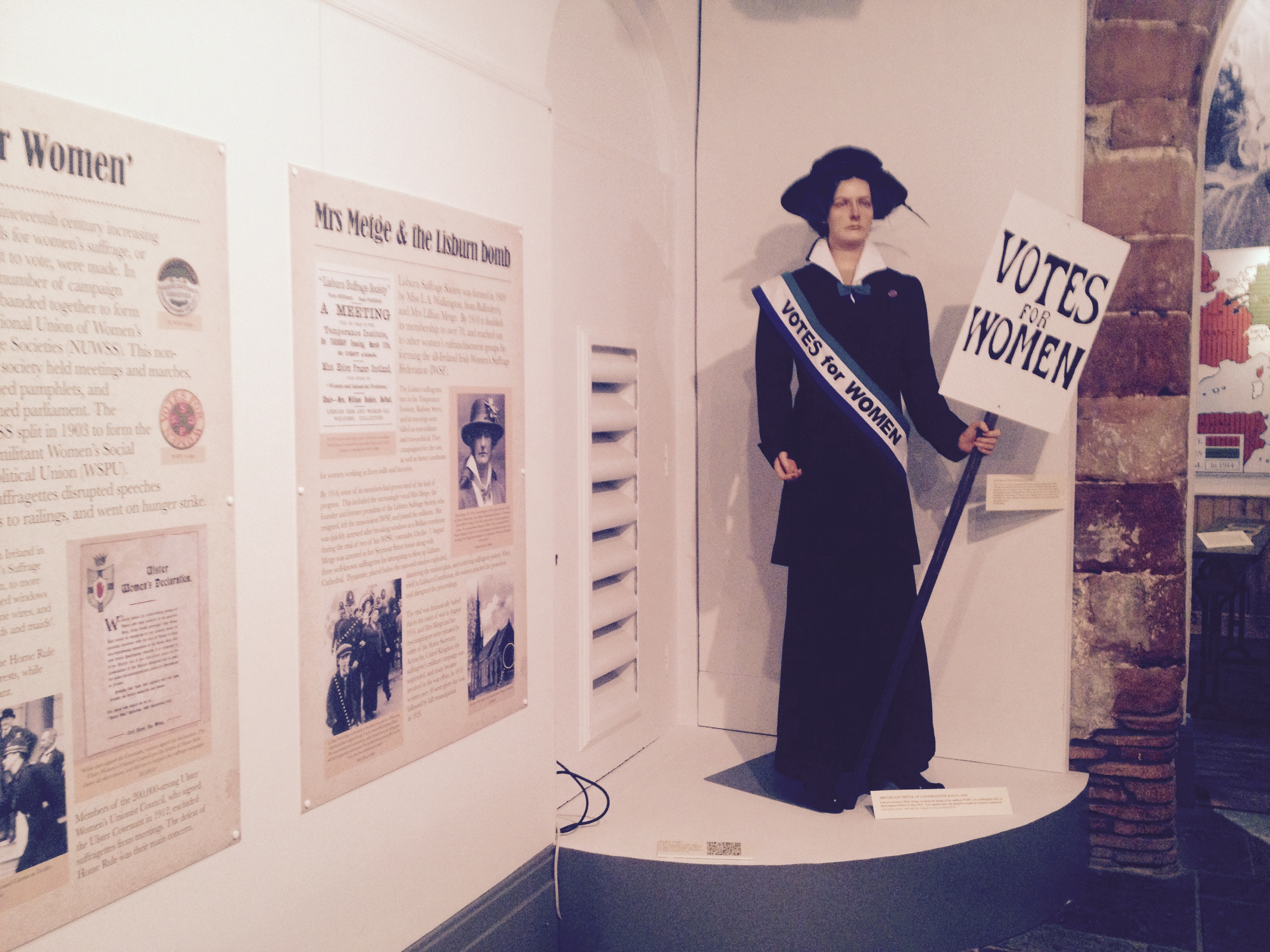
En skyltdocka föreställande Lillian Metge (1871–1954) klädd i suffragettkostym.

Under tidiga 1900-talet började den huvudsakliga feminiseringen av kostymen. Det tidiga 1900-talet och det sena 1900-talet samt 2000-talet skiljer sig mycket åt gällande användningen av den kvinnliga kostymen. Tack vare flera faktorer som exempelvis kamp för kvinnliga och mänskliga rättigheter samt progressiva modeskapare fick kvinnorna under 1900-talet större möjlighet att bära kostym, tillsammans med andra klädesplagg som tidigare varit avsedda för män.

### 1910-talet
Under 1910-talet kämpade kvinnorna i Storbritannien, suffragetter i England, som senare fick namnet Suffragettrörelsen. I suffragetternas marscher och demonstrationer för den kvinnliga rösträtten bar många kvinnor en skräddarsydd jacka samt en långkjol, därmed introducerades Suffragettkostymen. Suffragettkostymen ansågs vara progressiv och nydanande för kvinnornas klädsel under det tidiga 1900-talet.

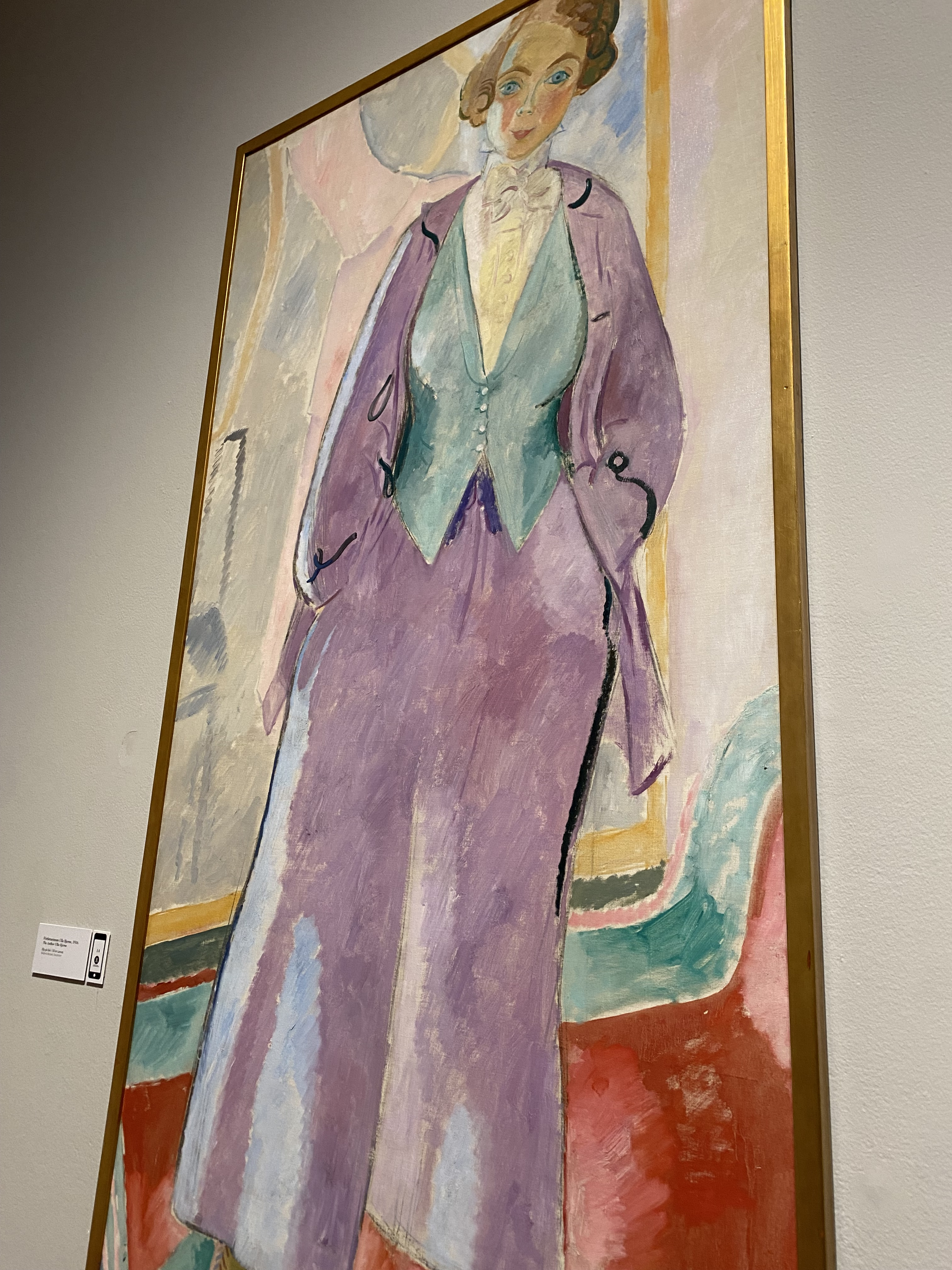
Porträtt föreställande Ulla Bjerne klädd i kostym, målat av Isaac Grünewald 1916.

#### La Garçonne
Den svenska konstnären Isaac Grünewald (1889–1946) avbildade 1916 den svenska författaren Ulla Bjerne (1890–1969) i ett porträtt. På porträttet bär Bjerne lila kostym samt en grön väst utanpå. Samma år som porträttet utgavs Bjernes novell Mitt andra jag (1916) i vilken hon skildrade sitt liv som kvinna under 1910-talet och sin kamp för att leva självständigt. I sina normkritiska litterära verk och med sin klädstil som bröt de kvinnliga normerna för klädsel utmanade hon 1910-talets kvinnoideal. Bjerne skapade grund för La Garçonne, (svenska ungkarlsflicka, av franska la garçonne), som senare utbredde sig inom kvinnomodet under 1920-talet. Garçonne-stilen är en klädstil för kvinnor som kännetecknas av androgyna kläder med maskulina inslag, såsom slipsar, hattar och kostymliknande plagg.

#### Coco Chanel
Det franska modehuset Chanel bildades 1909 av Gabrielle Bonheur Chanel, känd som Coco Chanel, då hon öppnade ett hattmakeri i Paris. Med inspiration från suffragettrörelsen skapade Chanel sin första kostym år 1914. Chanels första kostym bestod av en pälskantad jacka med en lång kjol som gick ned till anklarna. Chanel skapade kostymen samt sina övriga klädkollektioner i syfte att göra kvinnoklädseln mer bekväm och lättare att röra sig i, samt elegant. Chanel hade tydliga budskap med sitt modeskapande, att befria kvinnor från dåtidens normer gällande kvinnoklädseln, exempelvis användningen av korsett. Chanel uttryckte sig gällande sitt syfte med sitt klädskapande, att hon ville klä kvinnor "i kostymer som får dem att känna sig tillfreds ... men det betonar fortfarande kvinnlighet" (översatt från engelska). Chanel skapade sina tidigaste kostymer i jersey, ett material som tidigare använts för att tillverka underkläder. Chanel använde jerseytyg med anledning av tygets fysiska egenskaper, såsom jerseytygets drapering och hur det passar kvinnokroppen.

### 1920-talet

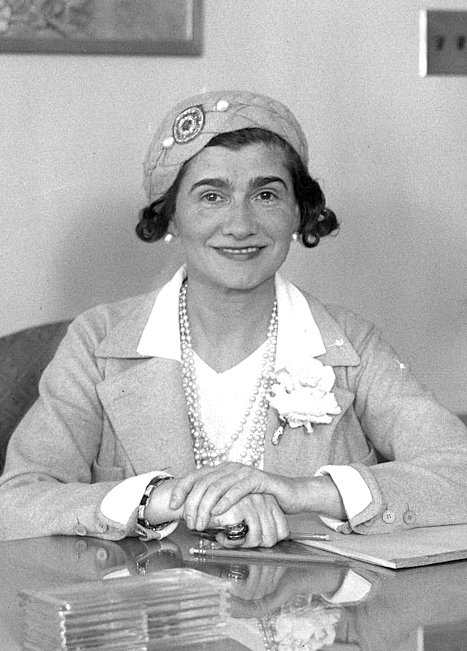
Gabrielle "Coco" Chanel, 1931.

Under 1920-talet fortsatte frigörelsen av kvinnokläder och feminiseringen av kostymen genom att kvinnor började bära byxor när de utförde olika idrotter, särskilt inom tennis, cykelsport och ridning. Ridkostymen som kvinnor bar vid ridning är en form av kostym med byxor och kavaj. Tidigare hade en kvinna som bar byxor ansetts vara crossdressing och i vissa fall kriminaliserats.
I mitten av 1920-talet började Chanel att skapa kostymer i tweed, ett grovt ylletyg i mjuk textur. Tweed är ofta vävd med en slät väv, kypert eller fiskbensstruktur. Till en början ansågs tweed som en oglamorös textil som ej var avsedd för kvinnokläder då den tidigare använts för att tillverka herrkläder. Chanel feminiserade tweed genom att skapa en bredare mångfald av tweed, i nya färger och texturer för att uppmärksamma tweedens många användningsområden. Hennes metoder för tillverkning av tyget inspirerade en rad andra franska modeskapare att använda hennes metoder. 1925 la Chanel grunden till sina första tweedkostymer, som senare under 1950-talet presenterades för världen. Under de följande åren vidareutvecklade Chanel tillverkningen av tweed genom att blanda tweed med andra material, såsom siden och ull, för att skapa ett lättare samt en blank variation av tweed. Populariteten av Chanels tweedkostym skulle under senare decennium växa.

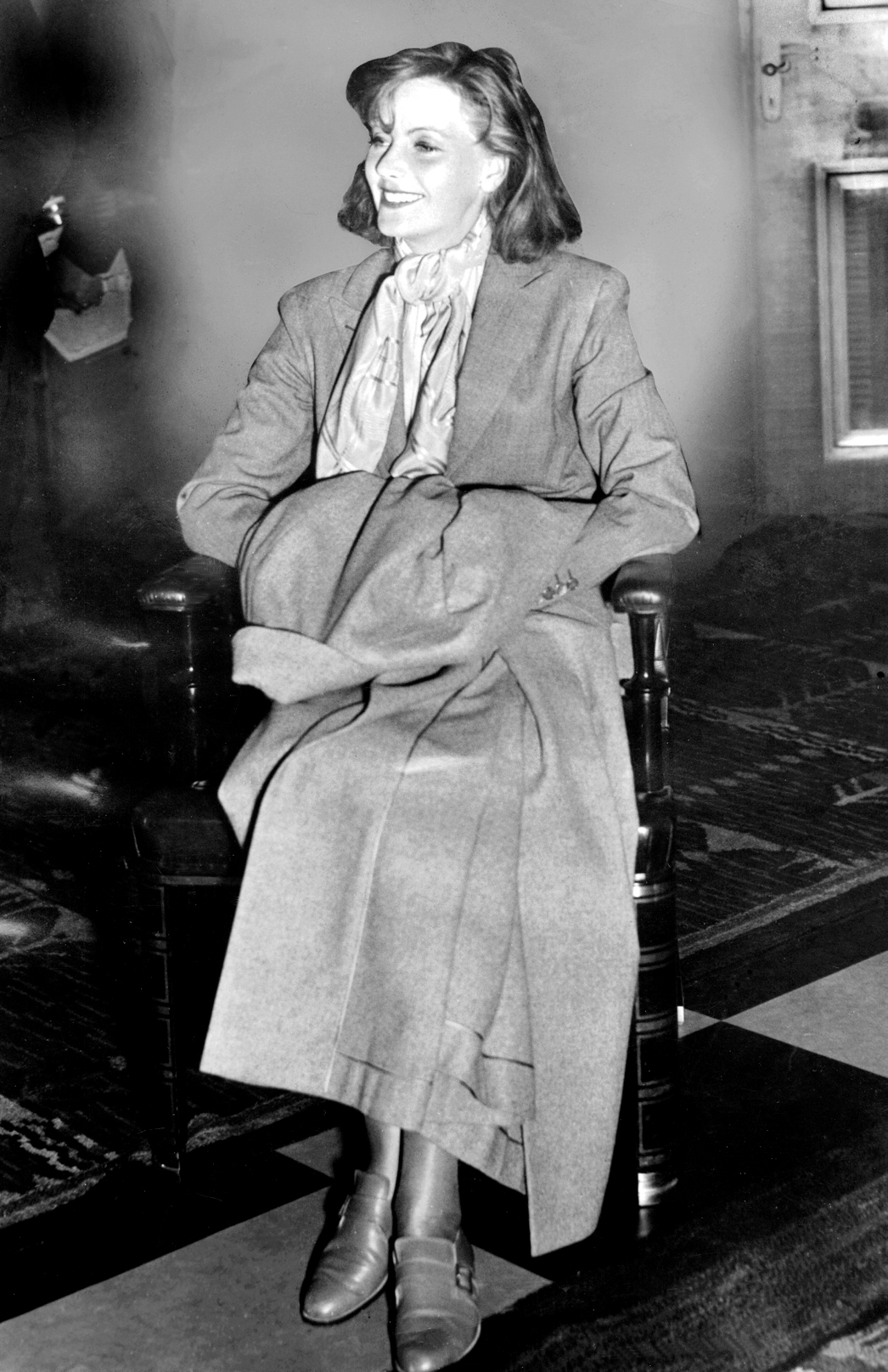
Greta Garbo i kostymdräkt.

#### Greta Garbo
Den svenska skådespelerskan Greta Garbo uppmärksammade byxorna inom dammodet 1929, när hon bar byxor och andra kläder som var avsedda för män i filmen En kvinnas moral (1929). Garbo är känd för sin androgyna klädstil och hennes kläder inspirerade av herrmodet, bl.a kostym. Garbo är en känd nonkonformist inom kvinnoklädseln. Hon introducerade smokingen i dammodet, vilket senare skulle känneteckna skådespelerskan Marlene Dietrich. Garbo lät smokingen skräddarsys. Greta Garbos androgyna klädstil är en betydelsefull faktor till frigörelsen inom kvinnoklädsel.

### 1930-talet
Marlene Dietrich var en tysk-amerikansk skådespelerska och sångerska som är känd för att ha burit kostym vid många tillfällen offentligt. 1932 bar Dietrich smokingkostym på röda mattan vid premiären för filmen Blonda Venus (1932) som hon medverkat i. Samma år hade den franska designern Marcel Rochas designat den första byxdressen för kvinnor, vilket var en betydande skapelse som utvecklade feminiseringen av kostymen. Dietrichs klädstil kännetecknas bl.a. av hennes smoking och vita dubbelknäppta kostymer.
Flera "first ladies", fruar till den sittande presidenten i USA, bar ridkostym vid flera tillfällen, även om det ansågs som anstötligt och skamligt av många. 1930-talets presidentfruar som bar kostym i privata och offentliga sammanhang var Lou Hoover och Eleanor Roosevelt. E. Roosevelt bar ridkostym i Vita husets årliga "easter egg roll" 1933, och blev därmed den första presidentfrun som burit kostym vid en officiell tillställning.
År 2022 upptäcktes en hundtandsrutig (franska pied-de-poule) ridkavaj som tillhört skådespelerskan Ingrid Bergman. Ridkavajen är uppsydd för "Fru Ingrid Bergman" i september 1937 av Nordiska Kompaniets franska damskrädderi. Bergman bar ridkavajen i filmen En enda natt (1939). Hundtandsmönstret utbredde sig inom dammodet under 1930-talet och var till en början en statussymbol avsedd för överklassen. Ingrid Bergmans klädstil kännetecknas av androgyna inslag och ansågs ej som klassisk kvinnlig, hon klädde sig ofta i kostym och andra plagg som ansågs vara avsedda för män.
År 1939 publicerade det amerikanska modemagasinet Vogue sitt första uppslag med kvinnliga modeller som bar byxor. Kvinnor som bar byxor ansågs som opassande och ej avsedda för kvinnor under 1930-talet.

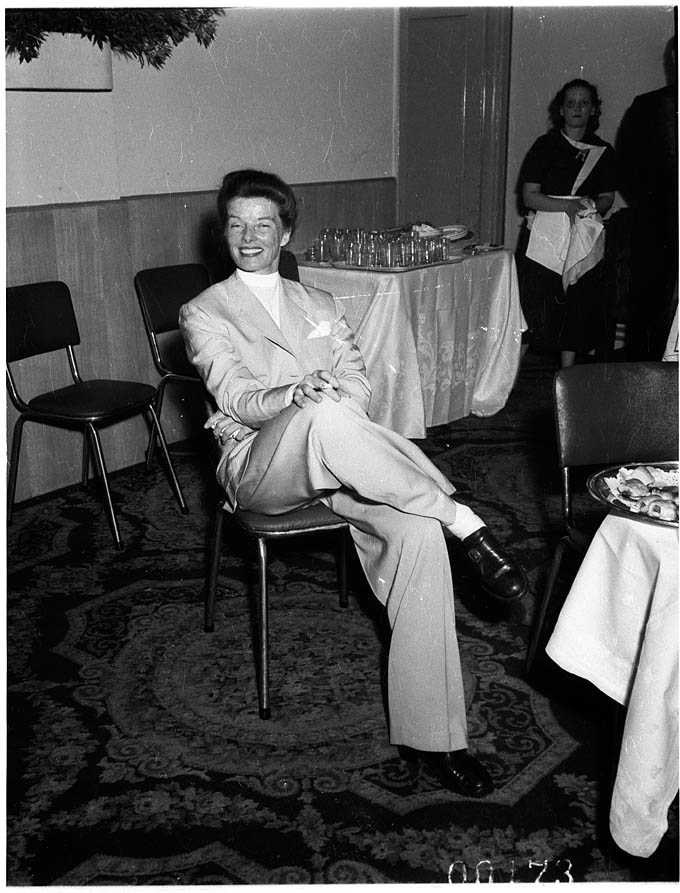
Katharine Hepburn i kostym.

#### Katharine Hepburn
Katharine Hepburn var en skådespelerska samt vinnare av flera utmärkelser, bland annat fyra Oscars för bästa kvinnliga skådespelare. Hepburn är känd för att ha brutit de sociala normerna för hur kvinnor skulle klä sig. Hon började tidigt att bära byxor, och hon hade en klädstil som kännetecknades av herrinspirerade kläder, såsom skjortor med krage och kostym. Kostymen var en stor del av hennes klädstil och Hepburn är idag ett känt ansikte för feminiseringen av kostymen. Hon är även känd för att ha utmanat normerna för 1900-talets kvinnoestetik, såsom herrinspirerade kläder och minimalistiskt smink. Andra världskrigets början påverkade modet till stor del och världens modecentrum Paris år 1939 blev i hög grad påverkat av andra världskriget. Hollywood-designer började då att framkalla det "amerikanska modet" i filmer och annan media, vilket ledde till att Hollywoods framväxande inflytande på modet gjorde Hepburns androgyna klädstil definierbar för den välkända amerikanska klädstilen. Hepburn beskrivs av kostymhistorikern Jean Druesedow som att "ha förkroppsligat amerikansk stil".

### 1940-talet och andra världskrigets påverkan
1940-talets kvinnomode var starkt influerat av det pågående andra världskriget. Allt fler kvinnor började att söka sig från livet som hemmafru och fler kvinnor fick yrken, dels p.g.a männens frånvaro på arbetsmarknaden då många män sändes ut i kriget. I och med det ökande antalet kvinnor på arbetsmarknaden förändrades 1940-talets kvinnoklädsel från det tidigare modet som innebar fokus på estetik, och 1940-talets kvinnomode för kvinnor med yrken fokuserade mer på funktionalitet. Med ett större antal kvinnor på arbetsmarknaden fick kvinnomodet fler maskulina inslag, vilket gör 1940-talet för en betydelsefull period för feminiseringen av kostymen och framförallt frigörelsen av kvinnoklädseln. Byxor, som tidigare varit icke normativt för kvinnor, började att bäras av många kvinnor. Kvinnor som arbetade i fabriksindustrier bar byxor med vida ben eftersom de tidigare normativa klänningarna och kjolarna inte var anpassade för fabriksarbetet och var en fara i arbetet. Till en början bar en stor del kvinnor herrbyxor, senare utvecklades byxor anpassade för kvinnor, med en hög midja och vida ben som framhävde kvinnokroppens timglasfigur. Kostymen blev en vardagsklädsel för många kvinnor under 1940-talet. Kostymer för kvinnor blev kända som "Victory suits" (svenska: "segerkostym"), och andra kallade kvinnoanpassade kostymer för Utility suits (svenska: "brukskostym"). Likt den expanderade användningen av kvinnobyxorna hade den kvinnoanpassade kostymen i två delar, i syfte att vara funktionell för den arbetande kvinnan. I början av 1940-talet blev bristen på tyger stor, vilket ledde till att kvinnokostymen bestod av en kavaj och en A-linje-kjol, en kjol med en smal omkrets upptill och en bredare omkrets nedtill knäna. Efter kriget ökade tillgången på tyg, och veckade kjolar blev populära. Det blev vanligt att kvinnor matchade kostymjackor med kjolen i kostymklädseln. Likt den kvinnliga användningen av byxor var kostymjackorna till en början skapade för att skapa en timglasform på kvinnokroppen, och kostymjackorna gick ned till midjan. Många av kostymjackorna hade även axelvaddar, vilket var ett maskulint inslag som gjorde kvinnors axlar högre. Blusarna var även en vanlig komponent i kostymen för kvinnor, dels på grund av den estetiska aspekten samt att blusarna skapade en bekvämlighet att bäras under kostymjackorna. Blusarna hade en viss variation i form av olika ärmlängder, mönster samt halsringning.

### 1950-talet

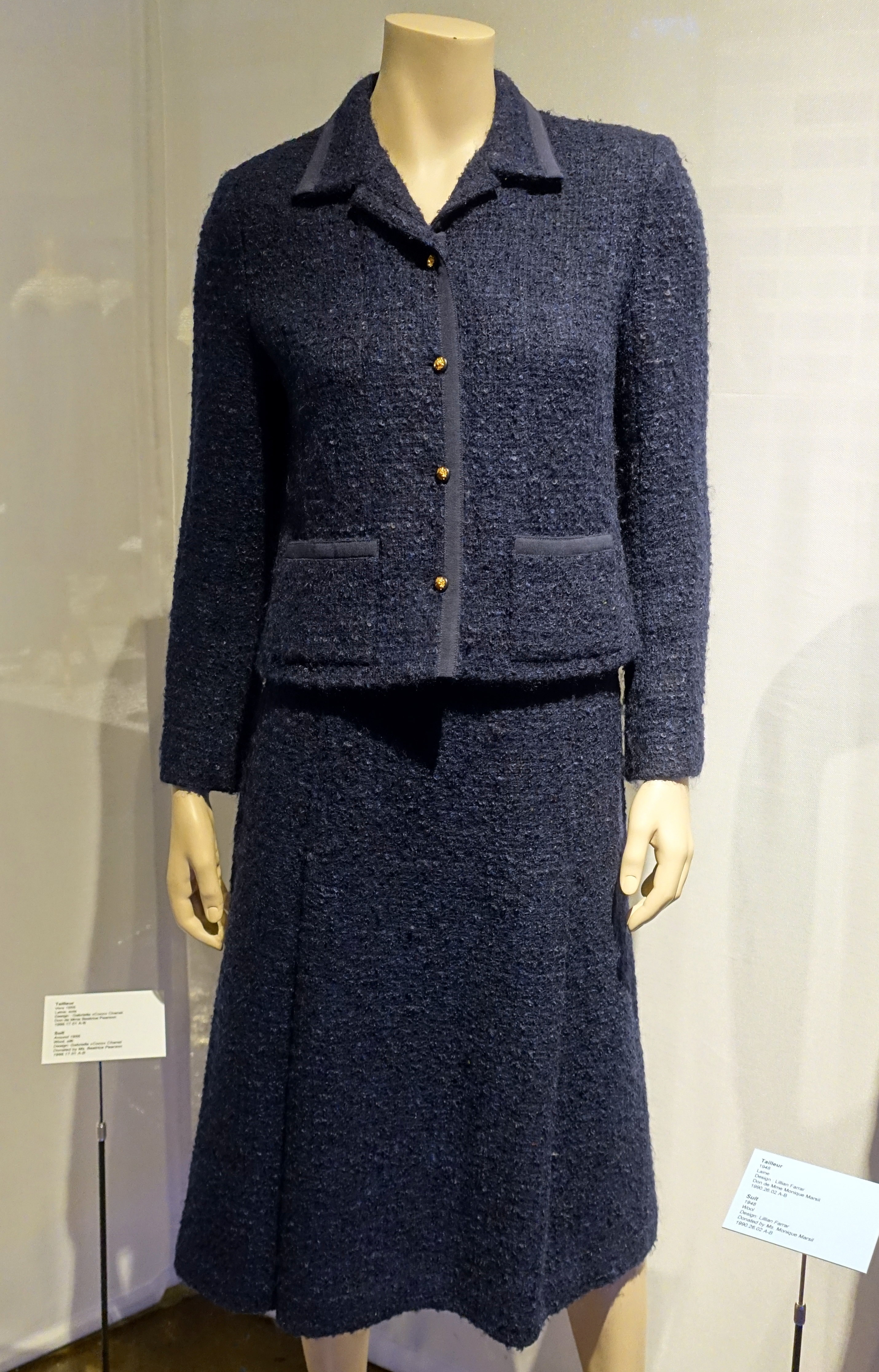
Kostymdräkt av Chanel, 1955.

Den kvinnliga kostymen hade gjort ett uppehåll i kvinnomodet efter andra världskrigets slut då många kvinnor sökte sig tillbaka till livet som hemmafru sedan männen återkommit till arbetsmarknaden, och The New Look influerade 1950-talets klassiska mode anpassat till hemmafruarna. The New Look ("det nya utseendet") är ett begrepp som etablerades av den franska modedesignern Christian Dior, i samband med hans klädkollektion som presenterades i Paris den 12 februari 1947. Dior med hans många modeskapelser är mest känd för The New Look och dess påverkan på kvinnomodet under sena 1940-talet och 1950-talet. The New Look innebar kvinnokläder som kännetecknades av snäva midjor, böljande kjolar samt synlig bystlinje. The New Look kännetecknades även av dess likhet med kvinnoklädsel från 1800-talet. Kopiösa kjolar blev vanligt i det nya utseendet, och de tunga kjolarna krävde en stödjande underkjol för att upprätthållas, underkjolarna var i passande färger och material då de ibland kunde synas. På grund av andra världskriget hade kvinnoklädseln tidigare inte innehållit färgglada plagg, fyrkantiga axlar samt den snåla användningen av tyger på grund av tygbristen under kriget. The New Look innebar en bredare variation av kvinnokläder, med fler färger och mönster som framhävde kvinnligheten i modet. The Bar Suit ("Barkostymen") var en av Diors kostymmodeller i hans kollektion 1947, och barkostymen ansågs vara den mest utstående av alla kostymmodeller i Diors kollektion och ansågs av många som ett arkitektoniskt underverk. Barkostymen är en tvådelad kostym med kavaj och Corolle-kjol, gjord av sidenshantung i en mjuk elfenbensfärgad nyans samt vaddering vid höftlinjen som skapade en mer rundad och feminin form. Dior skapade många naggade kragar i sina modeverk, även många sjalkragar och böjda halsringningar. Sjalkragen spelar en betydande roll i samband med de kurviga formerna som Dior framhävde vid axlarna och höfterna. Barkostymen visar även dess handsömmar på insidan av kragen och handsydda knappar. Några kända namn som klädde sig i Diors modeskapelser var bl.a. den brittiska skådespelerskan Audrey Hepburn och den amerikanska skådespelerskan Grace Kelly.
Efter Diors bortgång 1957 lämnades hans modeimperium till en då 21-årig assistent vid namn Yves Saint-Laurent, som senare skulle bli ett välkänt namn inom modevärlden och influera 1960-talets kvinnomode starkt.

#### Tweedkostymen
När Coco Chanel återöppnade sitt modehus Chanel 1954 styrde Diors The New Look kvinnomodet. Chanel hade under det tidiga 1900-talet kämpat för feminiseringen av kostymen och frigjort det kvinnliga modet, och Chanels designer var tydligt skiljaktiga från Diors modeverk. Chanels klassiska modeverk tweedkostymen presenterades för första gången för allmänheten 1954, i samband med hennes återkomst till modeskapandet efter krigsåren. Hennes tweedkostymer mottogs till en början negativt och populariteten var ej i hög grad. Det negativa mottagandet berodde även på att Chanels kostymer skiljde sig tydligt från The New Look-modet som rådde. Däremot hyllade flera amerikanska modemagasin Chanels nya kreation, samtidigt som ett flertal franska modemagasin var kritiska. Tack vare populariteten utrikes av tweedkostymen ledde det till framgång för Chanels nylanserade kostym, och allt fler amerikanska kvinnor började att föredra Chanels verk och efterfrågan på Chanels moderna och frigjorda kostym ökade. Under 1960-talet blev Chanels tweedkostym populär för kvinnor i USA, och senare i andra länder, exempelvis Frankrike.

### 1960-talet
1960-talets kvinnliga mode under de tidiga åren gick i linje med 1950-talets kvinnomode, och den kvinnliga kostymklädseln under 60-talet bestod still störst del av en kort kavaj på överdelen av kroppen som bars med en kjol nedtill. Kvinnornas ålder påverkade ofta valet av kostymstilen och bland äldre kvinnor var skräddarsydda kostymer som bestod av pennkjolar och kavajjackor populärt, och bland de yngre kvinnorna ofta föredrog en mer avslappnad kostymklädsel.

#### Jackie Kennedys rosa kostymdräkt

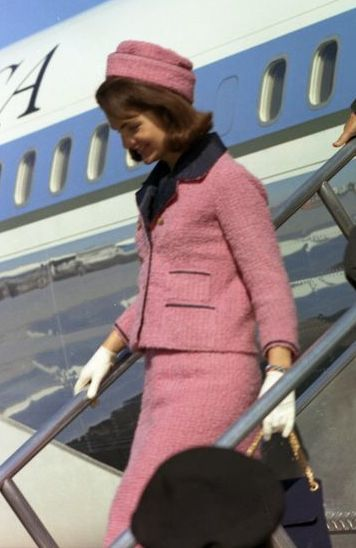
Jackie Kennedy timmar innan mordet på John F. Kennedy i Dallas 1963.

Jacqueline "Jackie" Lee Bouvier Kennedy Onassis var gift med USA:s dåvarande president John F. Kennedy och USA:s första dam mellan 1961 och 1963. Hennes klädstil influerade i hög grad 1960-talets kvinnomode och hon var känd för sina exklusiva kläder med kostymen som kännetecken. Hon bar ofta kostymer bestående av matchande kavaj och kjol, och hennes eleganta kostymer uppmärksammades runt om i hela världen och feminiseringen av kostymen utbredde sig till stor del på grund av henne. Designer som Coco Chanel, Hubert de Givenchy samt Cristóbal Balenciaga tillverkade kostymer för henne att bära vid olika tillställningar. I och med mordet på John F. Kennedy den 22 november 1963 blev Jackies Kennedys kostym som hon var klädd i den dagen mycket sedd och omtalad i media. Kostymen sågs i Chanels höst/vinterkollektion 1961 och bestod av en rosa dubbelknäppt kavaj i bouclé med marinblå krage, sex guldknappar och fyra fyrkantiga fickor samt en kjol i samma material, mönster och färg. Den rosa kostymen anses ännu år 2023 som den mest remarkabla klädseln som hon burit, då hon bar kostymen som var fläckad av sin döda makes blod när hon samma dag svor in den efterträdande presidenten Lyndon B. Johnson.
I början av 1960-talet ansågs Chanel-kostymen som en stark symbol för den borgerliga eleganta kvinnan som levde i västvärlden, och kostymen framkallade en bild av en sofistikerad och intelligent modern kvinna. Jackie Kennedys rosa kostym är 2023 känd världen över och Chanel-kostymer associeras ofta med Jackie Kennedy. 2006 grundades företaget Jackie, vilket är en butikskedja i Stockholm som säljer exklusiva damkläder med attributer från Jackie Kennedys klädstil.

#### Le Smoking
År 1966 började Yves Saint-Laurent att influera kvinnomodet med sina kreationer. I sin höst/vinterkollektion 1966 presenterade han Le Smoking, den första kvinnliga smokingkostymen. Smokingen var tidigare en aftondräkt för herrar, som under 1960-talet blev mer anpassad för kvinnor. Från början var syftet med smokingen att herrar skulle bära den i rökrum för att skydda sina kläder från rökdoft, men syftet blev senare formella tillställningar. Saint Laurents kvinnliga smoking skilde sig från den traditionella smokingkostymen för herrar genom att den är anpassad efter kvinnokroppen. "För en kvinna är smokingen ett oumbärligt plagg som hon alltid kommer att känna sig i stil, för det är ett snyggt plagg och ett inte modeplagg. Modet bleknar, stilen är evig" (översatt från engelska), uttryckte sig Saint Laurent när han uttalade sig om syftet med sitt skapande av smokingen. Till en början var Le Smoking ej populär bland Saint Laurents kunder och endast ett exemplar såldes. Parallellt med smokingens bakslag blev Saint Laurents konfektionsbutik Saint Laurent Rive Gauche i Paris en stor succé, vilken han öppnade den 19 september 1966. I och med succén växte Le Smoking i popularitet och allt fler i Saint Laurents yngre kundkrets började att bära smokingen. Smokingjackan var associerad till idéerna om en sexuell frigörelse i samband med Second Wave Feminism movement ("Andra vågens feminism-rörelsen"). Andra vågens feminism-rörelsen var en period av stark feministisk verksamhet som tog fart i början av 1960-talet och varade i omkring två decennier i västvärlden. Det fanns fortfarande inte en social acceptans för kvinnor som bar byxor, och framförallt inte kvinnor som bar kostym, exempelvis var det förbjudet för kvinnor att bära byxor på många offentliga anläggningar. Däremot skapade Saint Laurent modeverk med idén om kvinnlig androgyni med inslag av "provocerande" sexualitet. Ett känt ansikte och anhängare av Saint Laurents smoking är den franska skådespelerskan, sångerskan och modellen Brigitte Bardot. Vid premiären för Shalako (1968) var Bardot klädd i en smoking av Saint Laurent. Andra kända personer som burit Le Smoking är Liza Minnelli, LouLou de la Falaise, Lauren Bacall, Bianca Jagger och Catherine Deneuve.
Helmut Newton var en tysk-australisk fotograf som ofta arbetade fotografier inom mode. Av många ansågs Newtons verk som provocerande och hans verk publicerades ofta i Vogue och andra välkända modemagasin. Newtons fotografier var en betydande faktor i succén av Yves Saint Laurents Le Smoking. En av Newtons mest berömda verk är ett fotografi från 1975 som föreställer en kvinna (Vibeke Knudsen) på en smal gata i Paris, fotografiet utgavs i franska Vogue 1975. Fotografiet ska föreställa en manlig, androgyn kvinna med en cigarett i handen, hennes kroppsspråk ger ett intryck av en tillbakadragen och självsäker kvinna.

### 1970-talet
I mitten av 1970-talet började allt fler kvinnor att komma in på arbetsmarknaden och den kvinnliga arbetskraften påverkade feminiseringen av kostymen. Många kvinnor började att bära herrinspirerade kläder, exempelvis kostym och byxor. De arbetande kvinnorna använde sig av kostymen som ett plagg för att motsvara den manliga kostymen och därmed tas på ett större allvar på arbetsplatsen. Den kvinnliga kostymen var praktisk och funktionell för arbetslivet. Under 1970-talet blev det mer socialt acceptabelt för kvinnor att bära kostym, i kontrast till tidigare årtionden då det formella kvinnomodet till allra största del bestod av kjolar och klänningar. Dessutom var det tidigare endast socialt acceptabelt för kvinnor att bära kostym i hemmet och att kvinnor började att bära kostym i fler offentliga sammanhang gör 1970-talet till en viktig tidpunkt för feminiseringen av kostymen. Några kända kvinnor som bar kostym under 1970-talet var Lesley "Twiggy" Lawson och Bianca Jagger.
På 1970-talet fick kvinnor större frihet inom mode såväl som politiskt, ekonomiskt, sexuellt samt inom musik. Flera kända namn inom den feministiska rörelsen, såsom Gloria Steinem och Germaine Greer, spred information och budskap om kvinnlig frihet, och framförallt mode, i medier samt planerade möten, skrev böcker och skapade demonstrationer. Flera ledare inom den feministiska rörelsen under 1970-talet var en faktor till feminiseringen av kostymdräkten, exempelvis Carly Simon, Helen Reddy, Joni Mitchell och Loretta Lynn.
Diane Keaton som spelade rollen som Annie i filmen Annie Hall (1977) var en stor inspirationskälla för kvinnor av den kvinnliga kostymdräkten samt det herrinspirerade kvinnomodet under 1970-talet.   
Nya mönster, material och accessoarer gav även den kvinnliga kostymdräkten en större variation och ett bredare utbud och därmed utvidgades intresset av kostymdräkten för kvinnor.

#### Bianca Jaggers brudkostym
Bianca Jagger var gift med Mick Jagger. Inför Jaggers giftermål 1971 skapade Yves Saint Laurent en brudklädsel till Jagger i form av en skräddarsydd vit tvådelad smoking. Brudkostym skapade starka reaktioner i och med att en brud som bar smoking som brudklädsel var något helt nytt från den traditionella brudklänningen och ansågs som provocerande för många. Jagger var dessutom barbröstad under smokingkostymen, vilket även väckte uppseende. Jaggers brudkostym skapade möjligheten för många kvinnor att ha fler möjligheter vid val av brudklädsel. Utöver Jaggers smokingkostym bar hon vid flera andra tillfällen kostymdräkt som ett uttryck för normkritik och kvinnlig frigörelse.

### 1980-talet
På 1980-talet hade den kvinnliga arbetskraften vuxit till över 50 % och kvinnor som bar kostym blev allt mer vanligt. 1980-talet präglades tankesättet att kvinnor klädde sig för framgång på arbetsmarknaden och försäljningen av damkostymer ökade ytterligare.

#### Giorgio ArmanisPower Suit
Giorgio Armani är en italiensk modeskapare och hans modekreationer influerade utvecklingen av modet samt feminiseringen av kostymen under 1980-talet. Armani utvecklade den kvinnliga kostymdräkten och gjorde den med en lös passform, och använde sig av axelvaddar som framhävde ett androgynt intryck, Power Suit., till skillnad från den tidigare kvinnliga kostymdräkten som framhävde kvinnokroppens drag. Begreppet "Power dressing" föddes under 1980-talet, alltså en klädstil som möjliggör för kvinnor att etablera sin auktoritet i en professionell och politisk miljö som traditionellt domineras av män. Mellan 1982 och 1987 var power suit en välkänd symbol för den kvinnliga frigörelsen inom modet. 
Fram till 1983 återhämtade USA sig från en orolig ekonomisk period som börjat på 1970-talet. När Ronald Reagan blev USA:s president 1981 förbättrades ekonomin och inkomsterna för den amerikanska befolkningen. I och med detta växte den amerikanska popkulturen, och USA:s musik, filmer och mode med dess celebriteter fick en alltmer betydande roll i det amerikanska samhället och för omvärlden. Att många välkända och mäktiga kvinnor började att klä sig i power suit var en bidragande faktor till att den fick en hög status och blev en symbol för framgång samt kvinnlig egenmakt. Kvinnliga artister såsom Madonna och Grace Jones bar kostymdräkten för att utmana könsroller och få en högre auktoritet inom popkulturen. Inom filmbranschen användes kostymdräkten för att visa på självständiga och prominenta kvinnliga karaktärer, exempelvis karaktären Tess McGill spelad av Melanie Griffith i Working Girl samt Joan Collins som spelade Alexis Colby i tv-serien Dynasty (1981–1989).
Enligt Daily Worth, en hemsida riktad till arbetande kvinnor, och som huvudsakligen har fokus på ekonomi, "lyckades Armani fullständigt revolutionera dammodet, särskilt för de seriösa karriärflickorna där ute, Armanis nya skräddarsydda byx- och kjolkostymer tog könet ur modet och gav det ett välbehövligt allvar” (översatt från engelska), sade modeskaparen Donna Karan.

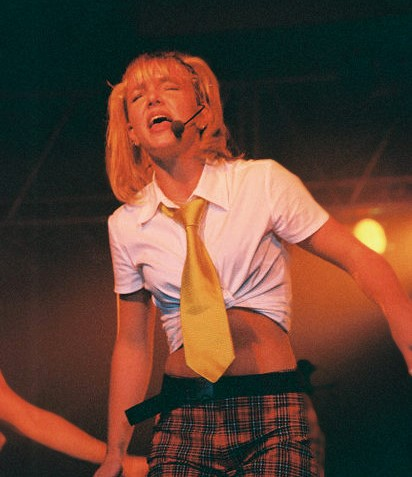
Britney Spears, 1999.

### 1990-talet till 2020-talet
År 1993 ledde de kvinnliga senatorerna Barbara Mikulski och Carol Moseley Braun motioner för att upphäva regeln som förbjöd kvinnor att bära byxor, och framförallt kostym, i USA:s senat, vilket tidigare varit en oskriven men en tydlig regel. 1993 försvann denna norm och detta förtryck som hindrade den kvinnliga friheten. Denna händelse blev känd som The Pantsuit Revolution.
Under mitten av 1990-talet blev skolflicksstilen populär, vilket är en klädstil som omfattar kläder inspirerade av kvinnliga skoluniformer, bland annat var kostymdräkten ett populärt inslag. Klädstilen sågs i filmer som Clueless (1995) där skådespelerskan Alicia Silverstone bar en gul kostymdräkt i rutigt mönster som bestod av en kavaj och kjol, vilken blev populär under 1990-talet och skapades i många liknande varianter. Skolflicksstilen sågs även i flera musikvideor, till exempel i sångerskan Britney Spears musikvideo till låten Baby One More Time (1998). Många unga flickor började att klä sig i kläder inspirerade av Spears och andra kändisar inom popkulturen under 1990- och 00-talet. Skådespelerskor som Julia Roberts och modeller som Claudia Schiffer bar vid flera tillfällen kostymdräkt i olika varianter, vilket gjorde att populariteten för den växte. Under 1990-talet blev även blazern, en löst sittande kavaj som inte har en tillhörande kostymdräkt, populär inom kvinnomodet. 

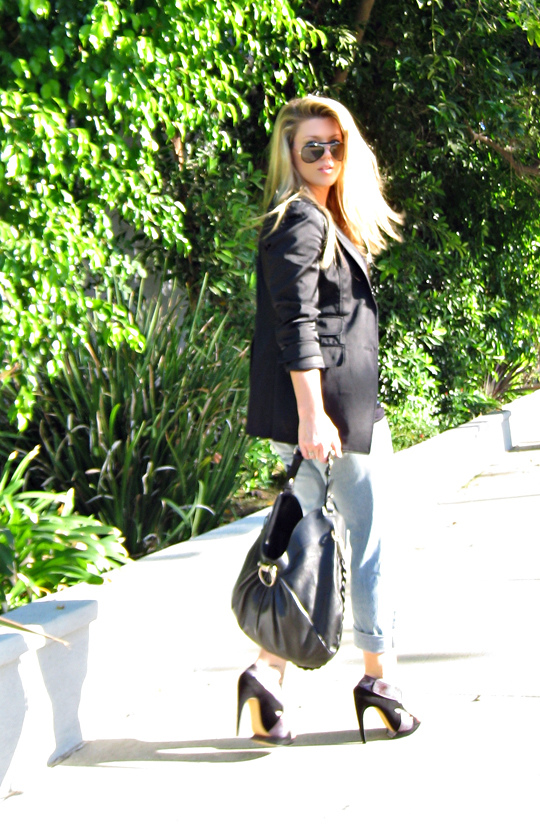
Kvinna i kavaj och jeans, 2010.

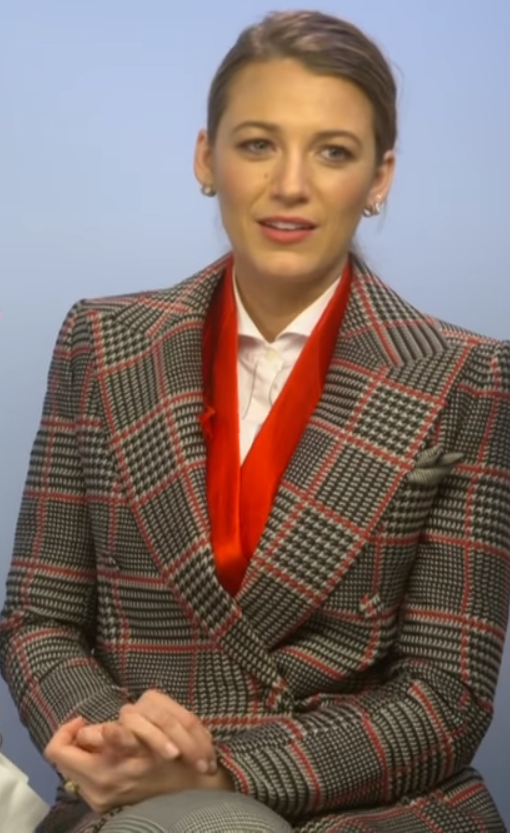
Blake Lively i kostymklädsel, 2018.

Tidiga 2000-talets mode liknande i stora drag 1990-talets mode, men faktorer såsom framväxten av ny teknologi gjorde att modet kunde spridas till fler människor, exempelvis i form av bilder på internet från olika event där kändisar befann sig på eller inflytelserika personer som delade bilder av sina kläder. Modedesignern Alexander McQueens Ready-to-Wear-kollektion från 2008 innehöll bland annat kostymdräkter för kvinnor och andra kvinnokläder inspirerade av herrmode.
Runt 2011 började 1990-talets kvinnomode influera 2010-talets mode, varav bland annat blazer blev alltmer populära. Blazern började att skapas i färgglada färger och många kvinnor bar blazern med en t-shirt eller linne undertill samt någon form av underdel, exempelvis kjol eller jeans. Boyfriend-modet blev en populär klädstil under 2010-talet, vilket är en kvinnlig klädstil som omfattar löst sittande herrinspirerade kläder vilket framhäver känslan av att en kvinna har lånat kläderna hon bär av sin pojkvän eller annan man, där är kostymklädseln vanligt förekommande. En kännetecknad boyfriend-look består ofta av en löst sittande kavaj eller blazer och jeans. Under 2020-talet blev löst sittande kostymdräkter, framförallt kavaj, populära i hög grad inom kvinnomodet i och med framväxten av det stora antalet inflytelserika personer i diverse sociala medier. Blazer-kavajer har skapats i många varianter och har använts av många kvinnor alltmer i vardagen, exempelvis är blazern i ett tjockare material ett populärt ytterplagg under 2020-talet.